# Margaret Cavendish
Margaret Cavendish, vojvodinja Newcastle-upon-Tyne, rojena Margaret Lucas, angleška plemkinja, literatka, znanstvenica in filozofinja, * 1623, Colchester, Essex, Anglija, †15. december 1673, Welbeck, Nottinghamshire, Anglija.
Cavendisheva je pisala prozo, dramske igre, eseje in pesmi. Njena dela so obravnavala tematiko spola, moči, manir, znanosti in filozofije. Njeno filozofsko stališče se ni skladalo z načeli Thomasa Hobbesa, Renéja Descartesa, Roberta Boyla in drugih velikih filozofov 17. stoletja. Cavendisheva je ena izmed redkih žensk, ki so v  17.stoletju svoja dela objavljala pod svojim imenom in ne psevdonimom. Med drugim je izdajala obširna dela iz področja filozofije narave in zgodnje moderne znanosti. Zavračala je sholastični aristotelizem in mehanični materializem 17. stoletja in namesto takrat ustaljenih načel, zagovarjala vitalističen model. Kot svojevrstna in prodorna avtorica je bila velikokrat izzvana in tarča ostrih kritik. Med drugim je veljala za zaščitnico živali in eno izmed najzgodnejših nasprotnic poskusov na živalih.
Rodila se je v meščanski družini premožnima zakoncema Thomasu in Elizabeth Lucas, leta 1623, kot najmlajša hči.  Do leta 1642 je bila šolana doma, kasneje se je preselila k sestri v Oxford. Odločilno leto v njenem življenju je bilo leto 1644, ko je kot spremljevalka odpotovala z angleško (in katoliško) kraljico Henrijeto Marijo v izgon v Francijo, kjer sta živeli na dvoru kralja Ludvika XIV. V Franciji je spoznala svojega  bodočega moža Williama Cavendisha, vojvodo Newcastle-upon-Tyne, s katerim se je poročila konec leta 1645, ko je bil še markiz. Umrla je 15. decembra, 1673 v opatiji Welbeck, ki jo je od očeta podedoval njen soprog.
Glavna teza njenega razmišljanja je, da je vse v vesolju, vključno s človeškimi bitji in njihovimi umi, snov (materija). Cavendisheva se strinja s prepričanjem njene sodobnice in prav tako filozofinje Anne Conway, da nič ne odgovarja na tradicionalno pojmovanje snovi, vendar za razliko od nje trdi, da nas snov obdaja. Cavendisheva in Conway se v večini prepričanj strinjata, a Cavendishova za razliko od njega označuje tradicionalno pojmovanje materije kot neustrezno in trdi, da so stvari, ki smo jih jezikom  označil kot materialne oz. materijo, nekaj več kot pomen, ki smo jim ga pripisali. Za razliko od mnogih njenih nasprotnikov tako ni razočarana, da so misli zgolj materija. Za njo je to vir upanja. Na primer, če cenimo, da je um utelešen, bomo lahko prišli do boljših in bolj sistematičnih zdravljenj duševnih bolezni. Kot dokaz za njen pogled Cavendishva izpostavi očitna dejstva, kot to, da sta energija in razpoloženje osebe pod vplivom prehrane ter, da starost in poškodbe na možganih lahko oslabijo nekatere naše kognitivne funkcije. Zanjo je ključnega pomena v tem, da izpopolnitev osebe ni stvar bežanja od telesa, ampak razumevanjedinamike telesa in poudarjanje pomembnosti sprejemanja samega sebe kot telo.

### Politična filozofija
Pri interpretaciji njenih del, ki se ukvarjajo s politiko se pojavlja veliko težav, saj to temo vsebujejo njena literarna dela, ne pa njene filozofske razprave. Njena razmišljanja lahko preberemo v noveli Description of a New World, Called the Blazing World in v tematsko zelo podobni Orations of Divers Sorts, kjer se Cavendishova dotakne nasprotujočih si perspektiv iz področja družbe in politike: vlog spolov, vrlin, vojn in med drugim tudi popolnih oblik vladanja. Chavendisheva se s Hobbesom večinoma ne strinja v številnih problematikah naravne filozofije. Kar pa se tiče političnih vprašanj, so si nujna stališča podobna. Tako kot Hobbes, Cavendisheva meni, da so ljudje v glavnem motivirani z vidika lastnega interesa. Dodaja, da je ljubezen do sebe "najmočnejši predlog uma". Prav tako kot Hobbes, Cavendisheva misli, da je življenje zunaj civilne družbe tako nevarno in kaotično, da nam ne dovoli izpolnjevati zasebnih interesov na stabilen in dosleden način. Zunaj civilne družbe si ne moremo zagotoviti hrane ali zavetišča, brez grožnje, da bosta vzeta; nimamo in ne moremo ustvariti in vzdrževati infrastrukture, ki omogoča poslovanje; ne moremo narediti načrtov; in večina naše energije se porabi za varnost. Delo Orations ponuja več perspektiv o socialnih in političnih vprašanjih, vendar je poudarek na socialni stabilnost stalnica. Prav tako se tudi strinja s Hobbesom, da je civilna družba najbolj stabilna in varna, ko ji vlada en sam posameznik z absolutno močjo in suverenostjo. Če suverenost pomeni imeti absolutno oblast, obstaja tveganje, seveda, da bi lahko uporabili to moč modro in na način, ki ni optimalen za spodbujanje miru in stabilnosti. Cavendisheva je zaskrbljena o vseh alternativah. Na primer, meni, da demokracija ni trajnostna rešitev. Če sta varnost in red civilne družbe v rokah večine, ali pa v rokah osebe, ki je bil izbran z večino, je previsoko tveganje, da se bo družba vrnila v kaos. Isto tudi meni, da moč ne bi smela biti v rokah manjše, ampak  nadarjene, inteligentne in prefinjene skupine (meritokracija): meni, da je verjetnost, da bo taka oblast postala razdeljena in neučinkovita. To tezo utemeljuje s citatom 
To je narava večine človeštva ... biti nehvaležni, zlonamerni, maščevaleni in nečloveški.
 Člani take oblasti bi bili lahko v stalnem konfliktu, kot posledica odkritih nesoglasji ali kot rezultat njihovih ambicij - da bi imeli čim več moči zase. Cavendisheva ugotavlja, da je najboljša možnost za varnost in stabilnost to, da je vsa moč v rokah enega samega posameznika.

## Najbolj znana dela
Za eno njenih najbolj obširnih in znanih del velja avtobiografski memoar A True Relation of my Birth, Breeding, and Life, ki ga je izdala leta 1665. V njem je izčrpno opisala svoje življenje ter se dotaknila političnih prepričanj in norm, ki se med spoloma razlikujejo. Cavendisheva je opisala svoj značaj kot melanholičen, melanhonijo pa označila kot gonilo, ki jo je gnalo v svet. Med bližnjimi je veljala za ekscentrično, kar je pogosto rada pokazala s svojimi oblačili in diktiranjem mode.
Poems and Fancies je zbirka poezij, pisem in proze, ki jih je Margaret posvetila različnim temam, kot so smrt, bitke, onstranstvo, ljubezen, čast, slava, mir, vojna itd. To delo vklučuje tudi  The Animal Parliament, prozo, ki je v večini sestavljena iz govorov in pisem.
Margaret Cavendish je izdala dve dramski zbirki: Igre (1662) in Igre, ki niso bile nikoli prej natisnjene (1668).
Kot zagovornica stoičnega nauka in nasprotnica aristotelizma je svoja filozofska prepričanja in stališča zajela v delu Observations upon Experimental Philosophy, ki ga je izdala v šestih knjigah. Med drugim je kritično naslovila problematiko izobraževanja žensk in se zavzemala za enake pravice žensk in moških do izobraževanja ter spodbujala avtorje filozofskih in drugih književnih del, naj se poslužujejo bolj preprostega jezika, ki bi bil razumljiv širši publiki.
Kljub temu, da dela Cavendisheve niso bila zelo resno vzeta v 17. stoletju, so danes še kako relavantna. O Bogu je trdila, da je popolnoma transcendenten, medtem ko so bili sodobniki popolnoma prepričani v njihovih trditvah, ki so zadevale njegovo naravo. Znala je tudi predvideti sodoben poudarek na proučevanju možganov in telesa v zvezi z duševnim zdravjem. Poleg tega je prispevala k trenutni razpravi o tem, ali je naša nezmožnost, da bi razumeli, kako stvar (materija) misli, pomembna za vprašanje, ali dejansko misli.